# 호세마리아아르게다스풀밭쥐
호세마리아아르게다스풀밭쥐(Akodon josemariarguedasi)는 비단털쥐과에 속하는 설치류이다. 페루의 토착종이다. 전체 몸길이가 176~221mm이고, 꼬리 길이는 75~106mm이다. 뒷 발 길이는 21!27mm, 귀 길이는 12~17mm이다. 일반명과 종소명은 페루 작가 호세 마리아 아르게다스(José María Arguedas, 1911~1969)의 이름에서 유래했다.